# 3. divisjon (Norge)
 For alternative betydninger, se 3. division. (Se også artikler, som begynder med 3. division)
3. divisjon er fjerdeøverste række i norsk herrefodbold. Til og med 2010 bestod rækken af 288 hold fordelt på 24 kredse. Vinderne af hver kredse skulle spille kvalifikationskampe for at finde de tolv oprykkere til 2. divisjon. Fra 2011 bestod divisioen af 12 kredse – heraf 10 kredse á 14 hold i Sydnorge og 2 kredse á 12 hold i Nordnorge. Fra 2017 består divisionen af 84 hold fordelt i 6 puljer.